# 1780 en Grèce ottomane
Chronologie de la Grèce
- 1776
- 1777
- 1778
- 1779
- 1780
- 1781
- 1782
- 1783
- 1784

Cette page concerne les évènements survenus en 1780 en Grèce ottomane  :

## Événement
- juillet : Siège de Kastanítsas (el).

## Littérature
- Apologie (en grec moderne : Απολογία) d'Iósipos Misiódax.

## Naissance
- Theódoros Alkaíos (el), acteur.
- Konstantínos Dragónas (el), médecin et activiste pour l'indépendance.
- Dionýsios Efmorfópoulos (el), membre de la Filikí Etería et révolutionnaire.
- Geórgios Karaïskákis, chef militaire et héros de la guerre d'indépendance.
- Konstantínos Ikonómos (el), philologue.
- Théophile d'Athènes (el), archevêque d'Athènes.

## Décès
- Panagiótaros Venetzianákis (el), révolutionnaire.